# Apamea juncta
Apamea juncta là một loài bướm đêm trong họ Noctuidae.